# Maisontiers

Maisontiers este o comună în departamentul Deux-Sèvres, Franța. În 2009 avea o populație de 182 de locuitori.